# Зубатовы
Зуба́товы (Зуба́тые) — русский дворянский род и угасший княжеский род от Ярославских князей. Род князей Зубатых внесён в Бархатную книгу.
В Родословной книге из собрания князя М.А. Оболенского  записано, что род Зубатые происходят из рода Кутузовых. Григорий Александрович Кутузов-Горбатый имел правнука Семена Александровича по прозванию Зубатый, который и стал родоначальником дворянского рода Зубатых.
Восходит к началу XVII века и внесён в VI часть родословной книги Нижегородской губернии. В 1615 году Небожен Зубатый за службу и осадное в Нижнем Новгороде сидение жалован вотчиною (Гербовник, VIII, 41).
Другой род Зубатовых — более позднего происхождения.
Историк Ф.И. Миллер упоминает, что в родословной росписи Шереметьевых внесен Иван Иванович Беззубцев-Зубатый, который является родоначальником Зубатовых и дядя которого Андрей Константинович Беззубцев-Шеремет, родоначальник Шереметьевых. Данная информация не соответствует действительности, сыновья Ивана Ивановича, Беззубцевы Федор и окольничий Иван-Бобыль Ивановичи потомства не оставили.

## Описание герба
В щите, разделённом надвое, в правой половине в голубом поле крестообразно положены две шпаги с золотыми эфесами, остриями вверх и на середине их золотая восьмиугольная звезда. В левой половине в серебряном поле виден красный олень с чёрными рогами, выходящий из решётки.
Щит увенчан дворянскими шлемом и короной. Нашлемник: три страусовых пера. Намёт на щите голубой и золотой, подложенный серебром и красным.

## Известные представители
- Зубатов Иван Федорович — воевода в Сургуте  (1614-1619, два раза), в Пелыме (1620).
- Зубатов Иван — голова, воевода в Таре (1615-1619).
- Зубатов Илларион — голова, воевода в Опочке (1618).
- Зубатые: Фёдор и Юрий Ивановичи — московские дворяне  (1640 и 1676)[6][7].